# De Hoeksteen (Barchem)
De Hoeksteen was een gereformeerde kerk in de Nederlandse plaats Barchem. De kerk is in 1898 gebouwd en een jaar later in gebruik genomen. De eenvoudige kleine zaalkerk heeft in de zijgevel aan de straatkant drie spitsboogvensters. Boven deze vensters zijn uitbouwtjes in het dak aangebracht. In 1980 werd een flinke uitbreiding gerealiseerd in de vorm van een aanbouw met plat dak. De kerk was verbonden met de Dorpskerk in Ruurlo. Ze viel sinds 2008 organisatorisch onder de PKN. In 2016 is er de laatste kerkdienst gehouden. Het gebouw werd verkocht en met behoud van stijl verbouwd tot ruimte voor een fysiotherapie-praktijk en een sportschool.